# ババ・ラーマン
ババ・ラーマン（Baba Rahman）ことアブドゥル・ラーマン・ババ（Abdul Rahman Baba、1994年7月2日 - ）は、ガーナ・ノーザン州タマレ出身のサッカー選手。ポジションはDF。PAOKテッサロニキ所属。

## 経歴
2014年の夏に、ブンデスリーガのFCアウクスブルクに加入すると、左サイドバックとして、リーグタックル数1位を記録した。1年後の2015年8月に、フィリペ・ルイスを放出していたプレミアリーグ王者のチェルシーFCに2500万ユーロで加入した。
UEFAチャンピオンズリーグのマッカビ・テルアビブFC戦でデビューを果たした。2015年10月のアストン・ヴィラ戦でプレミアリーグデビューを果たした。11月のディナモ・キーウ戦ではクロスから先制点を生み、勝利に貢献した。2016年2月には守備陣に怪我人が続出したことで出場機会が増え、パリ・サンジェルマン戦では素晴らしいパフォーマンスを披露し、4月には全試合でスタメン出場した。2015-16シーズンは公式戦23試合に出場した。
2016年8月2日に、ブンデスリーガのFCシャルケ04にレンタルで移籍した。シャルケではヴァインツァール監督に信頼され、主力として活躍した。しかし2017年1月のアフリカネイションズカップ2017で前十字靭帯を断裂したことにより長期離脱を強いられてしまい、シーズン後半を棒に振った。
翌シーズンはチェルシーにローンバックしたが出場機会をまたしても得られず、2018年1月30日にシャルケが再び、シーズン終了までの期限付き移籍で獲得した。
2019年1月30日、シャルケとのローン契約が早期に終了し、スタッド・ドゥ・ランスにシーズン終了までのレンタル移籍が発表された。
2019年9月2日、チェルシーとの契約を1年延長した上で、RCDマジョルカにレンタル移籍した。
2021年1月30日、PAOKテッサロニキにレンタル移籍した。
2021年8月27日、チェルシーからの1シーズンローンでレディングFCに加入。

## 代表歴

### 出場大会
- ガーナ代表
  - 2015年 - アフリカネイションズカップ2015 (準優勝)

### 試合数
- 国際Aマッチ 52試合 1得点（2014年-）[12]

| ガーナ代表 | 国際Aマッチ | 国際Aマッチ |
| 年         | 出場        | 得点        |
| ---------- | ----------- | ----------- |
| 2014       | 5           | 0           |
| 2015       | 12          | 0           |
| 2016       | 8           | 0           |
| 2017       | 1           | 0           |
| 2018       | 0           | 0           |
| 2019       | 5           | 0           |
| 2020       | 2           | 0           |
| 2021       | 8           | 1           |
| 2022       | 10          | 0           |
| 2023       | 1           | 0           |
| 通算       | 52          | 1           |